# Соссюрея горькая
Соссюрея горькая (лат. Saussurea amara) — вид травянистых растений рода Соссюрея (Saussurea) семейства Астровые (Asteraceae).

## Ботаническое описание
Многолетнее травянистое растение. Стебли ребристые, шероховатые, голые. Листья с обеих сторон зелёные, снизу бледнее и с многочисленными железками, прикорневые и нижние листья эллиптические, черешковые, выемчато-неравнозубчатые, стеблевые — короткочерешковые или сидячие, цельнокрайные.
Корзинки колокольчатые, собраны в щитковидное соцветие; обёртки черепитчатые, коротко-волосистые или слегка паутинистые; наружные листочки обёртки короткие, ланцетные, острые или на верхушке зубчатые, средние — на верхушке расширенные в округлые, пленчатые, по краям зазубренные придатки розового цвета, самые внутренние листочки узкие, почти без придатков. Ложе корзинки густо покрыто линейно-шиловидными, блестящими, неравными пленками. Все цветки в корзинке обоеполые, трубчатые, фиолетово-розовые; пыльники белые, придатки пыльников коротко и слабо волосистые.

## Синонимы
- Saussurea centauroides Tausch
- Saussurea glomerata Poir.
- Saussurea gmelinii Herder
- Saussurea laevigata Tausch ex Steud.
- Saussurea macrocephala Less.
- Saussurea microcephala Franch. ex F.B.Forbes & Hemsl.
- Saussurea scabra Less.
- Saussurea tenuicaulis Y.Ling
- Serratula amara L.basionym — Серпуха горькая
- Theodorea amara (DC.) Cass.
- Theodorea glomerata (Poir.) Soják
- Theodorea integrata Kuntze
- Theodorea microcephala Kuntze
- Vernonia amara Stokes